# Артемёнок, Семён Амосович
Семён Амосович Артемёнок (1927, д. Новое Ермаково, Таборинский район, Ирбитский округ, Уральская область, РСФСР — 25 апреля 1998, Тавда, Свердловская область, Россия) — Герой Социалистического Труда, рамщик Тавдинского лесокомбината.

## Биография
Родился в 1927 году в деревне Новое Ермаково Таборинского района в семье белорусов-переселенцев. Два старших брата Иван и Степан пропали без вести на фронтах Великой Отечественной войны.
После окончания семилетней школы поступил на Тавдинский лесокомбинат Наркомата лесной промышленности СССР.
На предприятии с июля 1941 года, где в годы войны выпускали авиапланки, авиабруски, деревянная упаковка авиабомб, лыжи («волокуши»), ящики для противотанковых мин и другие пиломатериалы.
После войны являлся рамщиком с 1948 года, был передовиком производства, руководил первой комсомольско-молодёжной бригадой. А 17 сентября 1966 года ему, первому в Тавдинском районе, присвоено звание Героя Социалистического Труда. Был делегатом XIII съезда ВЦСПС, членом Центрального совета профсоюзов. Неоднократно избирался депутатом горсовета. В 1969 году получил вторую группу инвалидности и вышел на пенсию. Проживал в городе Тавда Свердловской области.
Скончался 25 апреля 1998 года в Тавде и был похоронен на городском кладбище.

## Награды
За свои достижения был награждён:
- 17.09.1966 — звание Герой Социалистического Труда с золотой медалью Серп и Молот и орден Ленина «за выдающиеся достижения в выполнении заданий семилетнего плана по развитию лесной, целлюлозно-бумажной и деревообрабатывающей промышленности».